# واين د. فونتانا
واين د. فونتانا (بالإنجليزية: Wayne D. Fontana)‏ هو سياسي أمريكي، ولد في 12 مارس 1950 في بيتسبرغ في الولايات المتحدة. حزبياً، نشط في الحزب الديمقراطي. وقد انتخب عضو مجلس ولاية بنسيلفانيا.